# Карло Кораццин
Карло Кораццин (італ. Giancarlo Michele "Carlo" Corazzin; нар. 25 грудня 1971, Нью-Вестмінстер, Канада) — канадський футболіст італійського походження, нападник, відомий за виступами за «Олдем Атлетік» і збірну Канади.
Володар Золотого Кубка КОНКАКАФ 2000 і найкращий бомбардир турніру.

## Клубна кар'єра
Карло почав свою кар'єру в 1992 році в команді «Вінніпег Ф'юрі», з якою виграв чемпіонат Канади і став одним з найкращих бомбардирів, забивши 10 голів в 24 матчах.
У наступному сезоні він перейшов у «Ванкувер 86», але зіграв лише 24 матичі і прийняв пропозицію від англійського клубу «Кембридж Юнайтед», що виступав у Футбольній лізі Англії. За два з половиною року в клубі Кораццин провів більше 100 матчів і забив 40 м'ячів.
У 1996 році нападник покинув «Кембридж Юнайтед» і протягом чотирьох років виступав за команди нижчих англійських ліг «Плімут Аргайл» і «Нортгемптон Таун», де Карло був визнаний футболістом року. «Нортгемптону» в сезоні 1999/00 Кораццин допоміг зайняти третє місце у Другій Лізі Англії.
Після вдалого виступу на Золотому Кубку КОНКАКАФ у 2000 році, Карло підписав контракт з «Олдем Атлетік». У 2001 році в матчі проти «Рексема», Кораццин зробив покер (4 голи) і допоміг своїй команді здобути перемогу 5-1. Він також забив переможний гол у поєдинку Кубка Футбольної Ліги 2002/03, проти «Вест Гема».
У 2003 році Карло повернувся в Канаду, де три сезони відіграв за «Ванкувер Вайткепс». Влітку 2005 року Кораццин завершив кар'єру.

## Міжнародна кар'єра
1 червня 1994 року в матчі проти збірної Марокко Кораццин дебютував у збірній Канади. У 1996 році Карло взяв участь у розіграші Золотого кубка КОНКАКАФ. На турнірі він зіграв у матчах проти  Бразилії і Гондурасу. У поєдинку проти гондурасців Кораццин забив свій перший гол за національну команду.
У 2000 році Карло став переможцем розіграшу Золотого кубка КОНКАКАФ. На турнірі він зіграв у матчах проти команд Коста-Рики, Південної Кореї, Мексики, Тринідаду і Тобаго і Колумбії. У поєдинку проти коста-риканців, мексиканців і колумбійців Кораццин забив чотири голи і став найкращим бомбардиром турніру.
У 2001 році Карло взяв участь в Кубку Конфедерацій 2001 року в Японії і Південній Кореї. На турнірі він зіграв у матчах проти Японії, Бразилії і Камеруну.
У 2003 році Кораццин в третій раз взяв участь в Золотому кубку КОНКАКАФ. На турнірі він зіграв у матчах проти збірних Коста-Рики і Куби.
18 січня 2004 року в товариському матчі проти збірної Барбадосу Кораццин забив свій останній м'яч за національну команду країни. 29 березня 2004 року в матчі проти збірної Коста-Рики Карло останній раз зіграв за збірну Канади.
За національну команду він провів 59 матчів і забив 11 м'ячів, з цим результатом він зайняв сьоме місце серед найкращих бомбардирів збірної Канади за всю її історію.

## Статистика

### Голи за збірну Канади
| #   | Дата           | Місце                                   | Суперник   | Рахунок | Результат | Соревнование                                 |
| --- | -------------- | --------------------------------------- | ---------- | ------- | --------- | -------------------------------------------- |
| 01. | 10 січня 1996  | Енджел Стедіум, Анахайм, США            | Гондурас   | 0:1     | 3:1       | Золотий кубок КОНКАКАФ 1996                  |
| 02. | 30 серпня 1996 | Стадіон Співдружності, Едмонтон, Канада | Панама     | 3:0     | 3:1       | кваліфікація до ЧС-1998                      |
| 03. | 12 жовтня 1997 | Стадіон Співдружності, Едмонтон, Канада | Мексика    | 2:1     | 2:2       | кваліфікація до ЧС-1998                      |
| 04. | 8 жовтня 1999  | Лос-Анджелес Колізей, Лос-Анджелес, США | Сальвадора | 1:0     | 2:1       | кваліфікація до Золотого кубка КОНКАКАФ 2000 |
| 05. | 10 жовтня 1999 | Лос-Анджелес Колізей, Лос-Анджелес, США | Гаїті      | 1:0     | 2:2       | кваліфікація до Золотого кубка КОНКАКАФ 2000 |
| 06. | 10 жовтня 1999 | Лос-Анджелес Колізей, Лос-Анджелес, США | Гаїті      | 2:0     | 2:2       | кваліфікація до Золотого кубка КОНКАКАФ 2000 |
| 07. | 13 лютого 2000 | Куалком Стедіум, Сан-Дієго, США         | Коста-Рика | 1:1     | 2:2       | Золотий кубок КОНКАКАФ 2000                  |
| 08. | 13 лютого 2000 | Куалком Стедіум, Сан-Дієго, США         | Коста-Рика | 2:2     | 2:2       | Золотий кубок КОНКАКАФ 2000                  |
| 09. | 20 лютого 2000 | Куалком Стедіум, Сан-Дієго, США         | Мексика    | 1:1     | 2:1       | Золотий кубок КОНКАКАФ 2000                  |
| 10. | 27 лютого 2000 | Лос-Анджелес Колізей, Лос-Анджелес, США | Колумбия   | 2:0     | 2:0       | Золотий кубок КОНКАКАФ 2000                  |
| 11. | 18 січня 2004  | Бриджтаун, Барбадос                     | Барбадос   | 0:1     | 0:4       | Товариський матч                             |

## Досягнення

### Командні
«Вінніпег Ф'юрі»
- Північноамериканська футбольна ліга: 1992

 «Нортгемптон Таун»
- Друга Футбольна ліга Англії: 1999/00

### Міжнародні
Канада
- Переможець Золотого кубка КОНКАКАФ: 2000

### Індивідуальні
- Найкращий бомбардир Золотого кубка КОНКАКАФ: 2000